# La Bambolona – die große Puppe
La Bambolona – die große Puppe (Originaltitel: La bambolona) aus dem Jahr 1968 ist eine italienische Filmkomödie mit Ugo Tognazzi. Dieser erhielt den Nastro d’Argento für den besten Hauptdarsteller für seine Rolle als Lebemann in mittleren Jahren, der sich durch sein jähes Verlangen nach einem jungen Mädchen in eine verzwickte Lage bringt. Regisseur Franco Giraldi verfasste das Drehbuch zusammen mit Ruggero Maccari nach dem Roman La bambolona von Alba de Céspedes.

## Handlung
Giulio ist ein Rechtsanwalt in mittlerem Alter mit einer gut gehenden Kanzlei. Seine freie Zeit verbringt der Schürzenjäger in unverbindlichen, kurzen Beziehungen mit verschiedenen Frauen. In einer Kneipe fallen ihm die körperlichen Vorzüge der Schülerin Ivana auf, der er auf der Straße folgt. Er lässt sich auch dann nicht abschütteln, als sie ihm droht, ihn anzuzeigen. Unter einem Vorwand schleicht er sich bei ihren Eltern ein.
Bald legt Giulio die Karten auf den Tisch und bittet Ivanas Vater, sie besuchen zu dürfen. Die Eltern stehen der Verbindung ihrer Tochter mit dem Anwalt durchaus erfreut gegenüber. Bei den folgenden Besuchen bleibt Ivana kühl. Ivanas kleinbürgerliche Familie hat Schulden; der hohe Polizeioffizier, dessen Porträt in der Stube hängt, sei ein Onkel. Das 17-jährige Mädchen und der deutlich ältere Giulio scheinen keine gemeinsamen Interessen zu haben; er betrachtet sie als eine Art Spielzeug und ist nur an ihrem üppigen Körper interessiert. Mit anderen Frauen läuft es nicht mehr so richtig. Giulio spricht sich mit einer ehemaligen Partnerin, die ihn gut kennt, aus. Sie warnt ihn, dass er daran sei, eine Dummheit zu begehen und ein schlechtes Geschäft zu machen. Er hält bei Ivanas Eltern um die Hand ihrer Tochter an. Sie gehen eine Verlobung ein und vereinbaren eine Heirat in vier Monaten. Zwar darf er mit Duldung und Ermutigung durch die Eltern sich mit Ivana allein aufhalten, doch seine Berührungen sind ihr unangenehm, und sie blockt seine sexuellen Avancen ab: Der Onkel sei sehr eifersüchtig. Immer öfter werden Giulio und Ivana von einem weißen Fiat 600 verfolgt; Ivana verweist auf die Überwachung durch den Onkel. Giulio ringt sich zur Investition in einen Verlobungsring für 2 Millionen Lire durch, den das Mädchen annimmt. Der Ehe und dem damit erwarteten Alltag blickt sie jedoch mit Resignation entgegen. Als sie zusammen ungesehen in einer Waschküche sind, lässt sie ihn nur einen kurzen Blick auf ihre Unterwäsche erhaschen. Doch eines Tages verspricht sie ihm, zu ihm zu kommen und sich ihm hinzugeben. Statt des lang ersehnten Schäferstündchens bekommt Giulio einen Schock, da ihm Ivana eröffnet, dass sie im zweiten Monat schwanger sei. Es wäre ihm unmöglich zu leugnen, der Vater zu sein, weil sie, dauernd überwacht, keinen anderen Mann als ihn getroffen habe. Sie erpresst ihn dazu, ihr den teuren Ring zu überlassen und eine weitere Million für den Schwangerschaftsabbruch zu zahlen. Schließlich gesteht sie ihm, dass die Schwangerschaft nur vorgetäuscht gewesen und der Polizeioffizier gar kein Verwandter sei, und sie einen gleichaltrigen Freund habe. Vom Erlös des Ringes und von dem Geld, das sie von Giulio erhalten hat, habe die Familie ihre Schulden abbezahlt und Ivana sich mit ihrem Freund ein Auto gekauft. Giulio habe einfach Lehrgeld bezahlt. Ivana fährt mit ihrem Freund davon, und Giulio gibt sich wieder mit Gespielinnen wie früher ab.

## Kritik
Das Lexikon des internationalen Films sah eine „(b)eschwingte, leicht frivole Komödie mit sympathischen Darstellern.“ Die Segnalazioni Cinematografiche beurteilten das Werk als „glatt, gut gespielt und mit gewitzten Dialogen“. Die bittere Moral der Geschichte sei aufgrund der Sympathie dem Hauptdarsteller gegenüber jedoch nur begrenzt wirksam.